# Putîvl
Putîvl (în ucraineană Путивль) este orașul raional de reședință al raionului Putîvl din regiunea Sumî, Ucraina. În afara localității principale, nu cuprinde și alte sate.

## Demografie
Componența lingvistică a orașului Putîvl
     Rusă (62,86%)
     Ucraineană (36,85%)
     Alte limbi (0,12%)
Conform recensământului din 2001, majoritatea populației orașului Putîvl era vorbitoare de rusă (62,86%), existând în minoritate și vorbitori de ucraineană (36,85%).